# Karl Dörge
Karl Dörge   (Müllerdorf, 5 de novembre de 1899 - Bensberg, 16 de juny de 1975) va ser una matemàtic alemany.
Dörge era fill d'un pastor protestant que es va bellugar durant la seva infància per diferents localitats saxones, fins que va acabar el estudis secundaris el 1915 a Torgau. Després d'allistar-se a l'exèrcit per la Primera Guerra Mundial, va començar els estudis universitaris el 1919 a la universitat de Berlín, en la qual es va doctorar el 1925 amb una tesi dirigida per Issai Schur. Aquest mateix any, va donar una conferència al congrés anual de la Societat Alemanya de Matemàtics. El 1926 va obtenir l'habilitació docent a la universitat de Colònia en la que va romandre fins a la seva jubilació el 1968. A partir de 1936 va ser professor titular, substituint Hans Hamburger qui havia estat apartat de la docència per la seva ascendència jueva. Les seves especialitats van ser les funcions reals, les probabilitats i la teoria analítica de nombres. A partir de 1944 va dirigir el departament de matemàtica actuarial que s'havia creat aquell any a la universitat.